# Renato Scognamiglio
Renato Scognamiglio (Roma, 7 giugno 1922 – Roma, 21 agosto 2020) è stato un giurista italiano, accademico dei Lincei.

## Biografia
Allievo di Francesco Santoro Passarelli, dopo essere stato Professore straordinario di diritto civile nell'università di Urbino e professore ordinario a Napoli divenne professore ordinario nella facoltà di giurisprudenza dell'Università "La Sapienza" di Roma, dove insegnò diritto del lavoro. Fu nominato professore emerito. 

## Pubblicazioni
- Contributo alla teoria del negozio giuridico, Napoli 1950.
- Il diritto di accrescimento nei negozi tra vivi, Milano 1951.
- Il diritto di accrescimento nella successioni mortis causa, Milano 1953.
- Note sulla responsabilità del depositario (in Banca, borsa e tit. di cred.), 1952.
- Note in tema di violenza morale (in Riv. dir. comm.), 1953.
- Note sull'approvazione specifica delle condizioni generali vessatorie (in Foro Padano), 1954.
- Contratti in generale (Trattato Grosso-Santoro Passarelli, vol.IV°/Fasc. II°), Milano 1961.
- Lezioni sul negozio giuridico, Bari 1962.
- Illecito: diritto civile (in Novissimo Digesto italiano), Torino, 1962.
- Lezioni di diritto del lavoro. Parte generale, Bari 1963.
- Responsabilità civile (in Novissimo Digesto Italiano), Torino 1968.
- Responsabilità per fatto altrui (in Novissimo Digesto italiano), Torino 1968.
- Risarcimento del danno (in Novissimo Digesto italiano), Torino 1969.
- Diritto del lavoro. Parte generale, Bari 1969.
- Dei contratti in generale. Artt. 1321-1352 (Commentario Scialoja e Branca), Bologna 1970.
- Manuale di diritto del lavoro, Napoli 1990.
- Scritti giuridici. Vol.1 Scritti di diritto civile. Vol.2 Diritto del lavoro, Padova 1996.
- Diritto del lavoro, Bari 2005.
- Codice di diritto del lavoro, Bologna, 2005.
- Responsabilità civile e danno, Torino, 2010.